# Rink Babka
Richard Aldrich „Rink“ Babka (* 23. September 1936 in Cheyenne, Wyoming; † 15. Januar 2022) war ein US-amerikanischer Diskuswerfer, der von 1957 bis 1968 zur Weltspitze gehörte.

## Laufbahn
Rink Babka besuchte bis 1954 die Palo Alto High School und anschließend das Menlo College sowie die University of Southern California. Während dieser Zeit war er American-Football und Basketballspieler in den Teams der Bildungsinstitutionen. Aufgrund von Knieverletzungen musste er jedoch seine Laufbahn in diesen Sportarten beenden.
1958 wurde er US-Meister im Diskuswurf und stellte am 12. August 1960 in Walnut bei den U.S. Olympic Trials mit einer Weite von 59,91 m den Weltrekord des Polen Edmund Piątkowski ein. 
Im Diskuswurf-Wettkampf bei den Olympischen Spielen 1960 in Rom ging Babka in Führung, wurde aber im fünften Versuch von Al Oerter abgefangen. Oerter gewann mit 59,18 m vor Babka mit 58,02 m. 
Babka konnte sich danach nicht mehr für die Olympischen Spiele qualifizieren, gewann aber bei den Panamerikanischen Spielen 1967 in Winnipeg Silber mit 56,88 m hinter seinem Landsmann Gary Carlsen. 1969 beendete er seine Karriere und führte fortan einen eigenen Getränkevertrieb in Stockton, Kalifornien. Dort züchtete Babka zudem Rinder und American Quarter Horses.
Rink Babka hatte drei Söhne und eine Tochter. Er starb am 15. Januar 2022 an Herzinsuffizienz.